# Орогун
Орогун (англ. Orogun) — місто у Нігерії. Одне з найбільших міст району місцевого самоврядування Угеллі північного штату Дельта. Місто межує на півночі з Огуну Абрака, на сході з Емону Орогун, і на заході з Амай. Орогун є типовою місцевістю тропічного лісу з приблизно 7 місяцями опадів на рік, а загальна кількість опадів у цьому районі становить 2950 мм на рік.